# Jeremy Yablonski
Jeremy Yablonski (ur. 21  marca 1980 w Meadow Lake, Saskatchewan) – kanadyjski hokeista pochodzenia polskiego. Bokser i zawodnik mieszanych sztuk walki (MMA).

## Kariera hokejowa
- Beardy's Blackhawks (1996–1997)
- Edmonton Ice (1997–1998)
- Kootenay Ice (1998–1999)
- Phoenix Mustangs (2000–2001)
- Idaho Steelheads (2001–2002)
- Peoria Rivermen (2002)
- Cincinnati Mighty Ducks (2002)
- Worcester IceCats (2003)
- Worcester Sharks (2003)
- Peoria Rivermen (2003)
- St. Louis Blues (2003)
- Milwaukee Admirals (2004–2006)
- Idaho Steelheads (2006–2007)
- Binghamton Senators (2007–2010)
- Bridgeport Sound Tigers (2010–2011)
- Witiaź Czechow (2011-2013)
- Idaho Steelheads (2013–2014)
- Ontario Reign (2014/2015)
- Idaho Steelheads (2022, 2024)

Jako hokeista przyjął rolę tzw. enforcera, czyli „ochroniarza” dbającego o nienaruszalność czołowych graczy własnej drużyny i w razie potrzeby wszczynającego bójki celem wyeliminowania z gry agresywnego przeciwnika. W czasie kariery występował w zespołach z rozgrywek WHL i AHL. W lidze NHL rozegrał jeden mecz w barwach St. Louis Blues 30 grudnia 2003, w którym zaliczył 5 minut kar za bójkę z Toddem Fedorukiem. W tym samym meczu próbował jeszcze sprowokować drugi pojedynek, jednak zaczepiony przez niego Donald Brashear nie podjął walki. W lipcu 2010 został zawodnikiem New York Islanders, podpisując kontrakt z możliwością gry w lidze AHL. Ostatecznie nie wystąpił w żadnym meczu w barwach Wyspiarzy. W październiku 2010 trafił do klubu Bridgeport Sound Tigers.
Od lipca 2011 zawodnik rosyjskiego klubu Witiaź Czechow, występującego w rozgrywkach KHL. Po jego zakontraktowaniu zostali pozyskani przez klub także trzej inni Kanadyjczycy o identycznym profilu: Kip Brennan, Nick Tarnasky, Jon Mirasty – znani dotąd w ligach północnoamerykańskich także z pełnienia funkcji tzw. enforcera. Inicjatorem ich sprowadzenia był ówczesny trener drużyny Andriej Nazarow, który w przeszłości jako zawodnik pełnił podobną funkcję na lodzie. Mirasty został bliskim przyjacielem Yablonskiego – obaj pochodzą z Meadow Lake, znają się od dzieciństwa i blisko się trzymają (Yablonski namówił Mirasty'ego na transfer do Czechowa). Pomimo ich więzi, grając w przeciwnych drużynach odbywali dotąd ze sobą wiele bójek podczas meczów. Już jako zawodnicy Witiazia, jeszcze przed rozpoczęciem sezonu, latem 2011 obaj zostali przypadkowo rozpoznani przez gości weselnych w porze nocnej w Magnitogorsku i uczestniczyli w bójce z nimi. Pod koniec sierpnia 2011 podczas debiutu w barwach Witiazia w meczu sparingowym z Saławatem Jułajew Ufa na turnieju „Memoriał Romazana” Yablonski otrzymał 56 minut kar i został zdyskwalifikowany do końca turnieju.
Następnie na początku sezonu KHL (2011/2012) 22 września 2011 podczas meczu z Mietałłurgiem Magnitogorsk zaatakował bramkarza gospodarzy Gieorgija Giełaszwiliego, wskutek czego komisja dyscyplinarna ligi zawiesiła go łącznie na pięć spotkań. 9 października 2011 w meczu z Dinamem Ryga doszło do kilkukrotnych bójek wszczynanych przez zawodników Witiazia, w wyniku czego otrzymali zawieszenia – Yablonski ponownie na pięć meczów. 2 listopada 2011 w meczu z CSKA Moskwa Yablonski dwukrotnie walczył z zawodnikiem rywali, rodakiem – także znanym z wszczynania bójek i byłym graczem Witiazia – Darcym Verotem (uderzał go m.in. łokciem w głowę), w następstwie czego otrzymał dwumeczowe zawieszenie. 26 listopada 2011 w meczu z Traktorem Czelabińsk Kanadyjczycy z Witiazia ponownie wszczęli bójki, a Yablonski brutalnie zaatakował Aleksandra Riazancewa, co w konsekwencji skutkowało dla niego nałożoną sankcją ośmiu meczów zawieszenia.
Po kilkukrotnych dyskwalifikacjach do sprawy włączyły się bezpośrednio władze ligi. 29 listopada 2011 prezydent ligi Aleksandr Miedwiediew zdecydował o zawieszeniu Yablonskiego na czas do końca rundy zasadniczej. Tymczasem w grudniu 2011 Yablonski został mianowany trenerem od przygotowania fizycznego i fitness w klubie z Czechowa z uwagi na jego umiejętności i wiedzę. Następnie zawodnik odwołał się od decyzji władz ligi o zawieszeniu i jednocześnie wyraził żal odnośnie do swojego postępowania i zadeklarował poprawę. Pod koniec stycznia 2012 nałożona na niego sankcja została skrócona, dzięki czemu mógł ponownie występować po 15 meczach nieobecności. Pod koniec sezonu zasadniczego Yablonski otrzymał jednomeczowe zawieszenie za wszczynanie bójek i niesportowe zachowanie w spotkaniu z Atłantem Mytiszczi 17 lutego 2012. Ostatecznie po rundzie zasadniczej Kanadyjczycy z Witiazia zajęli cztery pierwsze miejsca w klasyfikacji liczby minut kar – Yablonski jako trzeci mając na koncie 174 minuty.
W sezonie KHL (2012/2013) Yablonski rozegrał osiem meczów, po czym musiał poddać się operacji. Nie wystąpił do końca sezonu. W marcu 2013 klub rozwiązał z nim umowę (ponadto z klubu odszedł inny enforcer, Trevor Gillies), o czym poinformowano w czerwcu 2013. W 2013 powrócił do USA i ligi ECHL - w październiku 2013 został ponownie zawodnikiem Idaho Steelheads, a 13 marca 2014 innej drużyny tej ligi, Ontario Reign. W klubie występował do końca sezonu 2013/2014. W połowie stycznia 2015 podpisał nowy kontrakt z klubem i powrócił do gry. Po kilku latach przerwy powracał do gry w barwach w pierwszej połowie 2022 (jeden mecz) i w 2024.

## Sukcesy
- Mistrzostwo dywizji AHL: 2006 z Milwaukee Admirals.

## Kariera bokserska
Uprawiał boks. Występował w amatorskiej lidze, w której odniósł 200 zwycięstw i przegrał jeden raz. Jego trenerem był Jim Kirby, który szkolił Lennoxa Lewisa. Wygrał trzykrotnie mistrzostwo prowincji Saskatchewan od 1993/1994. Jeszcze przed rozpoczęciem profesjonalnej kariery hokejowej sześć razy zdobył tytuł Golden Gloves.

## Kariera MMA
Został zawodnikiem mieszanych sztuk walk (MMA). Swoje pierwsze walki stoczył w Boise. 12 maja 2007 roku podczas gali XFS (Extreme Fight Series) 5 znokautował Rudeya Martina po 19 sekundach walki. 14 czerwca 2007 roku na gali XFS-6 pokonał Justina Petersona po 17 sekundach. 6 sierpnia 2010 roku podczas amatorskiej gali Xtreme Fight Series 53: Grudge Match pokonał przez nokaut Ricky'ego Johnsona. Po tych walkach został mistrzem w wadzie ciężkiej XFS. Łącznie stoczył dotąd cztery walki i wszystkie wygrał.

## Życie prywatne
Jego dziadkowie pochodzili z Polski. Na stałe mieszka w Boise (Idaho). Ma żonę Kerstin i córkę Taylor.